# Cotton Tree

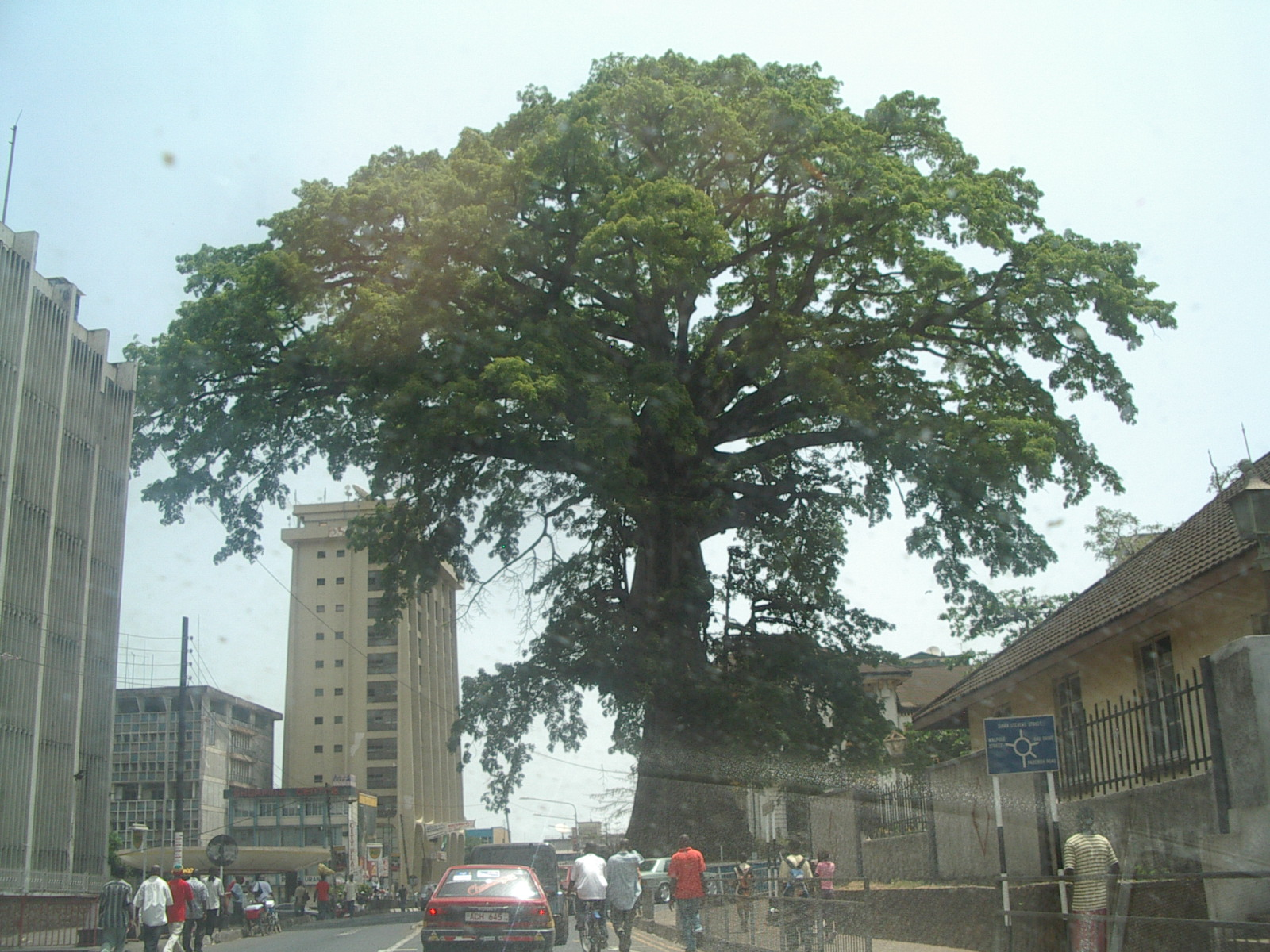
Vista da Cotton Tree.

A chamada Cotton Tree, ou Algodoeira, é o símbolo histórico de Freetown, capital de Serra Leoa. Segundo a lenda, a "Cotton Tree" ganhou importância em 1792, quando um grupo de afro-americanos libertados da escravidão, que haviam conquistado a liberdade lutando pelos britânicos durante a Guerra da Independência dos Estados Unidos, se instalou no local da atual Freetown. Esses colonos legalistas negros eram chamados de "novos escoceses" porque vieram da Nova Escócia e do extremo nordeste dos Estados Unidos. No desembarque de volta para a África os "navatians", rumo a Serra Leoa, fundaram Freetown em 11 de março de 1792, e decidiram ali se estabelecer.
É uma Ceiba pentandra, também conhecida comumente como sumaúma.
Na noite de 24 de maio de 2023, grande parte da Cotton Tree de Freetown tombou devido a uma forte chuva que atingiu a cidade. Parte de seu tronco e uma grande galha, no entanto, permaneceu vivo no local. A maior parte da árvore que tombou, foi levada a um museu.

## História
Quando os navatians primeiro desembarcaram na costa da Serra Leoa, caminharam até uma árvore gigante logo acima da baía e realizaram um culto de Ação de Graças ali, reunindo-se ao redor da árvore em um grande grupo e orando e cantando hinos para agradecer a Deus por sua libertação para uma terra livre. A idade exata da sumaúma é desconhecida, mas sabe-se que existia em 1787.
A árvore é a sumaúma mais antiga de Freetown. Ela fica perto do prédio da Suprema Corte, do prédio do Clube de Música e do Museu Nacional. Até hoje, os serra-leoneses ainda oram e fazem oferendas a seus ancestrais pela paz e prosperidade sob a árvore.